# ورزشگاه هاکی اوی
ورزشگاه هاکی اوی (به ژاپنی: 大井ホッケー競技場) یک ورزشگاه هاکی روی چمن در شهر توکیو، ژاپن است.
این ورزشگاه که در سال ۲۰۱۹ تاسیس شده دارای ۱۵٬۰۰۰ نفر ظرفیت است و میزبان مسابقات هاکی روی چمن در بازی‌های المپیک تابستانی ۲۰۲۰ می‌باشد.